# Neostenetroides stocki
Neostenetroides stocki is een pissebed uit de familie Gnathostenetroidae. De wetenschappelijke naam van de soort is voor het eerst geldig gepubliceerd in 1982 door Carpenter & Magniez.